# Giuseppe Ferrari (pittore)
Giuseppe Ferrari (Roma, 21 dicembre 1843 – Rieti, 4 agosto 1905) è stato un pittore italiano.

## Biografia e produzione artistica
Nacque a Roma nel 1843 da Giuseppe e Maddalena Micontelli.
Nel 1863 si iscrisse all'Accademia di san Luca, divenendo allievo di Alessandro Marini. A metà degli anni settanta compì alcuni viaggi in nord Africa ed in medio Oriente, rimanendo affascinato dai paesaggi dei luoghi, che raffigurò in moltissimi suoi dipinti, caratterizzati dalla volontà di riportare sulla tela la luce accecante di quei luoghi. Nel 1877 si recò a Londra, dove studiò la pittura di Turner e Constable, confermando l'interesse per i paesaggi e per la ricerca luministica. Sul finire degli anni novanta aderì al gruppo In arte libertas, che fece delle proprie istanze innovative un dichiarato tentativo di opporsi all'accademismo della capitale. Nel 1904 fondò con Enrico Coleman, Onorato Carlandi ed altri il gruppo dei XXV della campagna romana.
All'interesse per i paesaggi Ferrari affiancò quello per i ritratti, genere per cui è maggiormente conosciuto. A partire dal 1901 è documentata la presenza di un suo studio pittorico a Roma dove intorno a lui si strinse un buon numero allievi, fra cui molte pittrici, dove il principale genere pittorico indagato era il ritratto, di cui Ferrari era ormai considerato uno dei migliori esponenti dell'Ottocento romano. Fra di loro c'era Camilla Marazzi.. Nel 1905, poco prima della morte, il pittore invitò alcuni fra i suoi allievi, tra cui la Marazzi, a trascorrere la stagione estiva nella sua villa di Rieti, dove potevano continuare lo studio ed il lavoro nel suo studio di campagna.
Morì poco dopo, proprio a Rieti, nell'agosto dello stesso anno.

## Esposizioni e partecipazioni
Le principali esposizioni a cui Ferrari partecipò furono
- 1877: Royal Academy of Arts, Londra (Una strada a Tunisi)
- 1879: Esposizione internazionale d'arte, Monaco di Baviera (Saluto arabo, premiato)
- 1880: Esposizione nazionale di belle arti, Torino (Il 27 ottobre 1870 a Colombey. Il dipinto, raffigurante un episodio della guerra franco-prussiana, venne premiato e pubblicato su L'Illustrazione Italiana[5])
- 1881: VI Esposizione della Società degli acquarellisti, Roma (Ebrea tunisina)
- 1882: VII Esposizione della Società degli acquarellisti, Roma (Sognatori girovaghi, Costume di Gerusalemme, Studio di testa e Ragazza ebrea)
- 1883: Royal Academy of Arts, Londra (Uno studio)
- 1883: Prima Esposizione internazionale di belle arti, Roma (Le tre Marie)
- 1884: Esposizione generale italiana, Torino (Via dolorosa)
- 1888: Esposizione internazionale d'arte, Monaco di Baviera
- 1891: XVI Esposizione della Società degli acquarellisti, Roma (Costume arabo ed alcuni ritratti)
- 1891: Prima esposizione triennale dell'Accademia di belle arti di Brera, Milano
- 1892: LXII Esposizione della Società degli amatori e cultori di Belle Arti, Roma (due ritratti a pastello)
- 1892: Esposizione della Permanente, Milano
- 1895: Prima Esposizione internazionale d'arte di Venezia (Transeat a me calix iste e Son sola)
- 1896: XXI Esposizione della Società degli acquarellisti, Roma
- 1896: LXVI Esposizione della Società degli amatori e cultori di belle arti, Roma;
- 1898: Esposizione generale italiana, Torino[6]
- 1901: Esposizione internazionale d'arte, Monaco di Baviera
- 1905: VI Esposizione internazionale d'arte di Venezia
- 1922: XIII Esposizione internazionale d'arte di Venezia (esposizione postuma).

## Opere conservate in musei
Molti dipinti di Ferrari sono conservati presso musei italiani, tra i quali:
- Museo civico di Rieti: Ritratto di signora (1881)[7]
- Galleria nazionale d'arte moderna di Roma: Ritratto della signora Richard (1888), Son sola (1895), Cristo nel Getsemani (1895), Testa muliebre (1896) e Marina di Civitavecchia[1].
- Galleria d'arte moderna di Milano: Ritratto di signora (1893) e Ritratto di signora (1900)[8].

Di Giuseppe Ferrari (con Coleman, Frangiamore e Sciuti) sono le decorazioni della villa Durante a Roma, datate 1891.